# Ури Ба, Амаду
Амаду Ури Ба (фр. Amadou Oury Bah; род. март 1958, Пита) — гвинейский политик. Премьер-министр Гвинеи с 27 февраля 2024 года, будучи назначенным после того, как временный премьер-министр Бернар Гому стал «недоступен по состоянию здоровья».
Деятель оппозиции сменявшим друг друга президентским режимам с начала 1990-х годов, он, в частности, является основателем союза демократических сил Гвинеи.
Действующий президент Союза демократов за возрождение Гвинеи (UDRG). Он также является бывшим министром, ответственным за национальное примирение при Лансане Конте.

## Биография
Родился в Пите, средняя Гвинея, в 1958 году. Ури уехал в Сенегал со своим отцом в возрасте 6 лет в 1964 году, спасаясь от диктатуры Секу Туре. После смерти последнего в 1984 году Ури Ба навсегда вернулся в Гвинею. Он создал союз демократических сил Гвинеи в сентябре 1991 года под названием Союз демократических сил и председательствовал на его объединении с UFP, PUR и FODEG в 1992 году. С тех пор он является генеральным секретарём (номер два) или вице-президентом.
От форума живых сил Гвинеи Ури является председателем организационного комитета демонстрации на стадионе 28 сентября во время резни 28 сентября 2009 года. В 2010 году Ури дал интервью после того, как зарегистрировался в качестве гражданского истца по поводу этой резни.
Находясь в изгнании во Франции, он был заочно приговорён к пожизненному заключению за посягательство на государственную безопасность в 2011 году после попытки государственного переворота против Альфы Конде. Помилованный в декабре 2015 года Альфой Конде, по окончании своего изгнания он был награждён Почётной грамотой Гвинейской организации по защите прав человека и гражданина OGDH.
5 февраля 2016 года был окончательно исключён из UFDG за его поддержку власти, а не решений и избирательной линии партии.

## Премьер-министр Гвинеи (с 2024)
Ури Ба был назначен премьер-министром 27 февраля 2024 года, заменив Бернара Гому. Его назначение направлено на разрешение кризиса, который сотрясает страну, поскольку двумя днями ранее началась всеобщая забастовка, инициированная профсоюзами.